# Métis de Côte d'Ivoire
Les métis de Côte d'Ivoire sont des enfants « colono-ivoiriens », nés d'unions mixtes entre colons et ivoiriens, généralement des femmes ivoiriennes et des colons français lors de la période de colonisation française en Côte d'Ivoire. Un foyer à Bingerville fut utilisé pour leur éducation.

## Reconnaissance et indemnisation
À ce jour, aucune indemnisation des victimes n'a été effectuée,.